# Rio Huebra
O Rio Huebra é um rio de Espanha, afluente da margem esquerda do rio Douro, que nasce na Sierra de las Quilamas e desagua no Rio Douro a 5 km da localidade espanhola de Saucelle (Espanha) e a 6 km de Freixo de Espada à Cinta (Portugal).
O seu principal afluente é o Rio Yeltes, e há alguns documentos que consideram ser este o rio que desagua no Rio Douro considerando o rio Huebra como afluente do Yeltes. Contudo, oficialmente, em Espanha considera-se o rio Huebra como afluente do rio Douro e o rio Yeltes como afluente do rio Huebra. Dois outros dos seus afluentes incluem o Rio Camaces e o Rio Oblea.

## Barragems
- Barragem de San Jaime